# Бомбарда (судно)
Бомбарда (итал. bombard) или ших-бомбарда — историческая разновидность парусных плоскодонных торговых судов (купеческое судно), применявшихся в Италии для мореплавания по Средиземному морю, до середины XIX века. 
Как правило, такое судно имело две мачты-однодеревки (двухмачтовое) и бушприт.
Происхождение названия связывают со сходством парусной оснастки с бомбардирскими кораблями.